# カナダ海軍艦艇一覧
カナダ海軍艦艇一覧は、カナダ海軍が過去保有した、または現在保有する、または将来保有する予定の、未完成・計画中止を含めた歴代艦艇一覧である。

## 現有勢力（2024年現在）
- 国防予算：246億ドル[2]
- 海軍人員：8,300名[2]
- 艦船隻数：42隻（排水量20t以上）[2]

潜水艦×4
フリゲート×12
哨戒艦×2
哨戒/掃海艇×12
補給艦×2
給油艦×1
練習艇×9
- 航空機数：42機[2]

艦載ヘリコプター×24
陸上固定翼機×18
- コースト・ガード：船艇116隻、航空機23機[2]

## 艦艇一覧（近代海軍以前）

### スクーナー
- ネイデン（Naden） - 1913年、0門

### 蒸気航走艦
- ドルイド（Druid） - 1856年、??門
- ラ・カナディエンヌ（La Canadienne） - 1880年、??門
- アバディーン（Aberdeen） - 1894年、??門
- レディ・ローリエ（Lady Laurier） - 1902年、??門
- ハスラン（Haslan） - 1903年、??門

## 艦艇一覧（近代海軍）

### 主力艦

#### 航空母艦
- 旧・英『マジェスティック級』 - 2隻

マグニフィセント(CVL-21 Magnificent)、
ボナヴェンチャー(CVL-22 Bonaventure)

### 水上戦闘艦

#### 巡洋艦
防護巡洋艦
- 英アポロ級 - 1隻

レインボウ（Rainbow）
- 英ダイアデム級 - 1隻

ナイオビ（Niobe）
軽巡洋艦
- 英アレスーサ級 - 1隻

オーロラ（Aurora）
- 英フィジー級 - 1隻

ウガンダ(Uganda)
- 英スイフトシュア級 - 1隻

オンタリオ(Ontario)
仮装巡洋艦・特設巡洋艦
- マーガレット（Margaret） - 1隻

#### 駆逐艦
WW I時の駆逐艦
- 旧・英『ソーニクロフトM級』 - 2隻

ペイトリオット（Patriot）
パトリシアン（Patrician）
- 旧・英『ソーニクロフトS級』 - 2隻

シャンプレーン（Champlain）※旧・英『トーベイ（Torbay）』
バンクーバー（Vancouver）※旧・英『トリアドー（Toreador）』
大戦間の駆逐艦
- 英『A級』 - 2隻

サグネイ（D79 HMCS Saguenay）
スキーナ（D59 HMCS Skeena）
- 旧・英『C級』 - 5隻

アシニボイン（I18 HMCS Assiniboine）※旧・英『ケンペンフェルト（HMS Kempenfelt）』
フレーザー（H48 HMCS Fraser）※旧・英『クレセント（HMS Crescent）』
オタワ（初代）（H60 HMCS Ottawa）※旧・英『クルーセーダー（HMS Crusader）』
レスティゴーシュ（H00 HMCS Restigouche）※旧・英『コメット（HMS Comet）』
サン・ローラン（H83 HMCS St. Laurent）※旧・英『シグニット（HMS Cygnet）』
- 旧・英『D級』 - 2隻

クートニー (H75 HMCS Kootenay)※旧・英『デコイ（HMS Decoy）』
マーガリー (H49 HMCS Margaree)※旧・英『ダイアナ（HMS Diana）』
- 旧・英『E級』 - 1隻

ガティノー (H61 HMCS Gatineau）※旧・英『エクスプレス（HMS Express）』
- 旧・英『F級』 - 2隻

サスカチュワン (H70 HMCS Saskatchewan）※旧『・英フォーチュン（HMS Fortune）』
カペル (H69 HMCS Qu'Appelle）※旧・英『フォックスハウンド（HMS Foxhound）』
- 旧・英『G級』 - 1隻

オタワ（2代）（H31 HMCS Ottawa）※旧・英『グリフィン (HMS Griffin)』
- 旧・英『H級』 - 1隻

ショーディエール（H99 HMCS Chaudiere）※旧・英『ヒーロー（HMS Hero）』
WW II時の駆逐艦
- 英『トライバル級』

イロコイ（G89 HMCS Iroquois）※（DDE-217 HMCS Iroquois）
アサバスカン（初代）（G07 HMCS Athabaskan）
ヒューロン（G24 HMCS Huron）※（DDE-216 HMCS Huron）
ハイダ（G63 HMCS Haida）※（DDE-215 HMCS Haida）
ミクマック（R10 HMCS Micmac）※（DDE-214 HMCS Micmac）
ヌートカ（R96 HMCS Nootka）※（DDE-213 HMCS Nootka）
カユーガ（R04 HMCS Cayuga）※（DDE-218 HMCS Cayuga）
アサバスカン（2代）（R79 HMCS Athabaskan）※（DDE-219 HMCS Athabaskan）
- 旧・英『V級』 - 2隻

アルゴンキン（R17 HMCS Algonquin）※旧・英『ヴァレンタイン（HMS Valentine）』
スー（R64 HMCS Sioux）※旧・英『ヴィクセン（HMS Vixen）』
WW II後の駆逐艦
- サン・ローラン級 - 7隻

サン・ローラン(HMCS St. Laurent,DDE-205)
サグネ(HMCS Saguenay,DDE-206)
スキーナ(HMCS Skeena,DDE-207)
オタワ(HMCS Ottawa,DDE-229)
マーガリー(HMCS Margaree,DDE-230)
フレイザー(HMCS Fraser,DDE-233)
アシニボイン(HMCS Assiniboine,DDE-234)
- レスティグーシュ級 - 7隻

レスティグーシュ(HMCS Restigouche,DDE-257)
ショーディエール(HMCS Chaudiere,DDE-235)
ガティノー(HMCS Gatineau,DDE-236)
サン・クロワ(HMCS St.Croix,DDE-256)
クートニー(HMCS Kootenay,DDE-258)
テラ・ノヴァ(HMCS Terra Nova,DDE-259)
コロンビア(DDE-260HMCS Columbia)
- マッケンジー級 - 4隻

マッケンジー(HMCS Mackenzie,DDE-261)
サスカチュワン(HMCS Saskatchewan,DDE-262)
ユーコン(HMCS Yukon,DDE-263)
カペル(HMCS Qu'appelle,DDE-264)
- アナポリス級 - 2隻

アナポリス(HMCS Annapolis,DDE-265)
ニピゴン(HMCS Nipigon,DDE-266)
- イロコワ級 - 4隻

イロコワ(HMCS Iroquois,DDH-280)
ヒューロン(HMCS Huron,DDH-281)
アサバスカン(HMCS Athabaskan,DDH-282)
アルゴンキン(HMCS Algonquin,DDH-283)

#### 護衛駆逐艦
- アルゴンキン級 - 2隻

アルゴンキン(DDE-224 Algonquin)
クレセント(DDE-226 Crescent)
- サン・ローラン級 - 7隻

サン・ローラン(DDE-205 St.Laurent)
サグネ(DDE-206 Saguenay)
スキーナ(DDE-207 Skeena)
オタワ(DDE-229 Ottawa)
フレイザー(DDE-230 Fraser)
アシニボイン(DDE-234 Assiniboine)

#### フリゲート

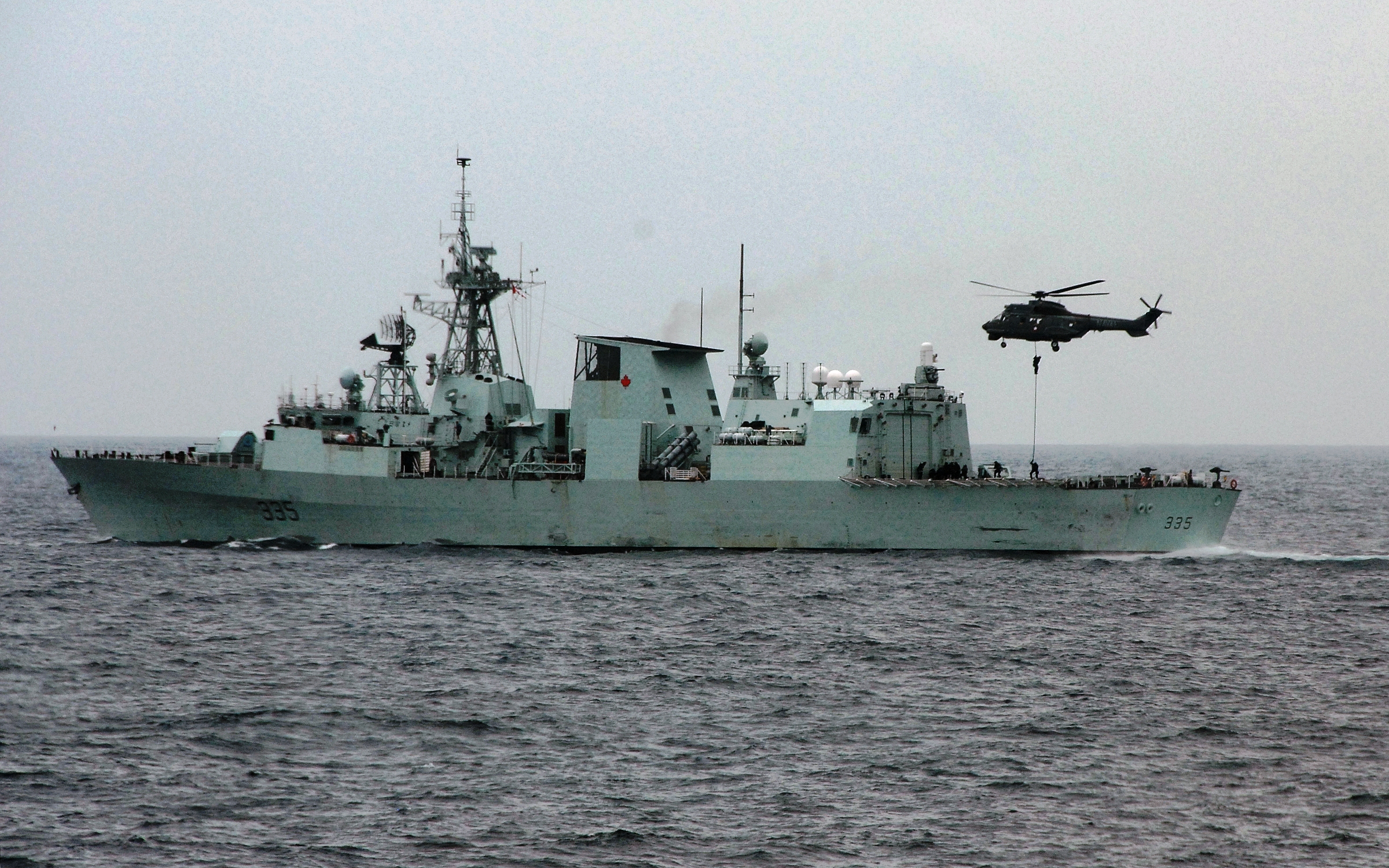
フリゲート「カルガリー」。

- トライバル級 - 8隻

イロコイ（Iroquois (G89)）
アサバスカン（Athabaskan (G07)）
ヒューロン（Huron (G24)）
ハイダ（Haida (G63)）- 現在ハミルトンにて博物館となっている
ミクマク（Micmac (R10)）
ヌートカ（Nootka (R96)）
カユーガ（Cayuga (R04)）
アサバスカン（Athabaskan (R79)）
- ハリファックス級 - 12隻[2]

ハリファックス(FFH-330 Halifax)
バンクーバー(FFH-331 Vancouver)
ヴィル・ド・ケベック(FFH-332 Ville de Quebec)
トロント(FFH-333 Toronto)
レジャイナ(FFH-334 Regina)
カルガリー(FFH-335 Calgary)
モントリオール(FFH-336 Montreal)
フレデリクトン(FFH-337 Fredericton)
ウィニペグ(FFH-338 Winnipeg)
シャーロットタウン(FFH-339 Charlottetown)
セント・ジョンズ(FFH-340 St.John's)
オタワ(FFH-341 Ottawa)

#### コルベット
- フラワー級コルベット

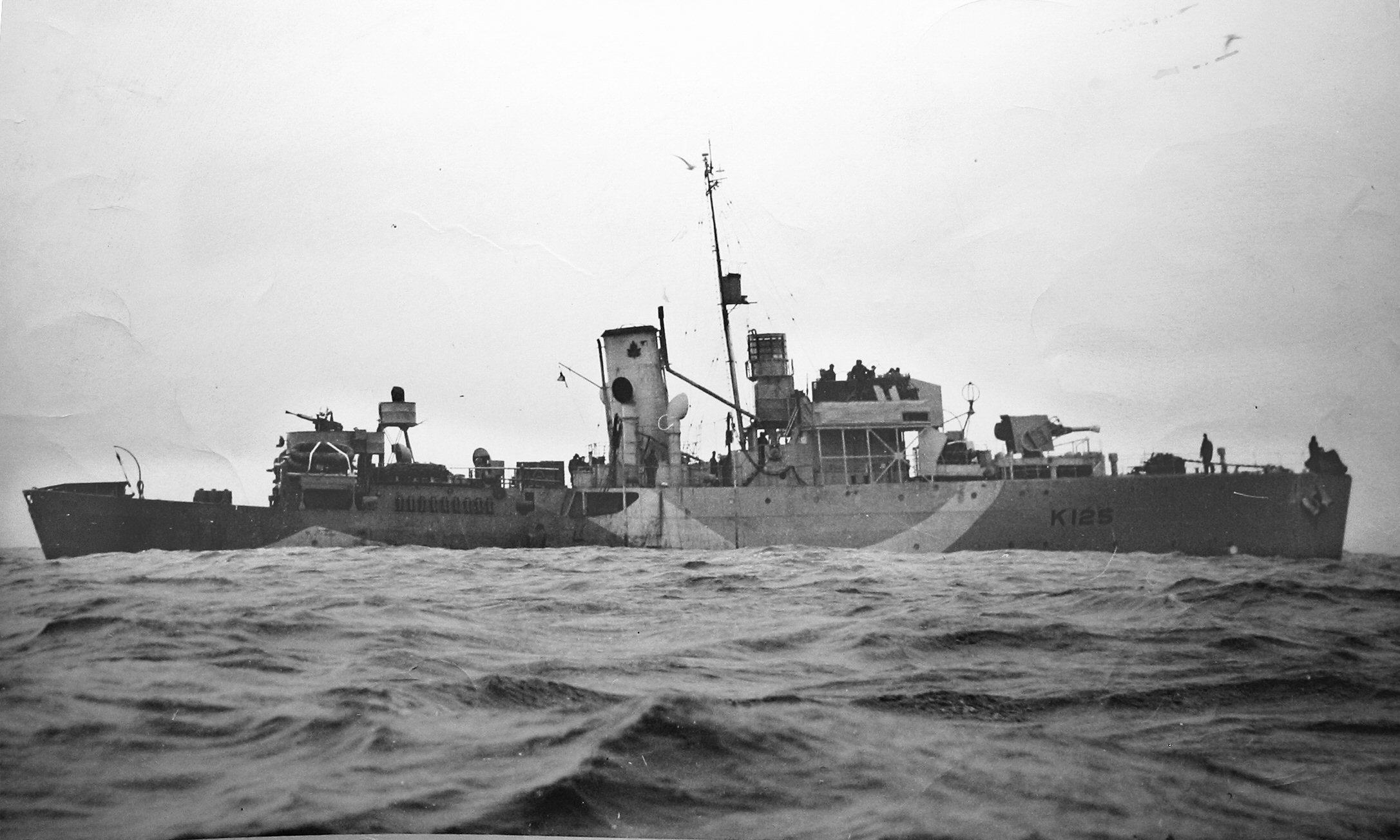
コルベット「ケノガミ」

  - ケノガミ（Kenogami (K125).）

#### スループ
- ロベリア（Lobelia）[4] - 1隻
- アルジェリン（Algerine） - 1隻
- カリブー（Caribou）[4] - 1隻

### 潜水艦

#### 通常動力型潜水艦
WW Iまでの潜水艦
- 『Holland』型 - 2隻

CC-1、2
- 『Holland』型 - 2隻

CH-14、15
WW II時の潜水艦
- 旧・米バラオ級 - 1隻

グリルス(SS-71 Grilse)
- 旧・米テンチ級 - 1隻

レインボー(SS-75 Rainbow)
- 旧・英オベロン級 - 3隻

オジブワ(SS-72 Ojibwa)
オナンダガ(SS-73 Onandaga)
オカナガン(SS-74 Okanagan)
- 旧・英アップホルダー級 - 4隻[2]

ヴィクトリア(876 Victoria)
ウィンザー(877 Windsor)
コーナー・ブルック(878 Corner Brook)
シクーティミ(879 Chicoutimi)

### 機雷戦艦艇

#### 敷設艦
- 旧・フラワー級コルベット - 1隻

サックヴィル(Sackville)

#### 掃海艇
掃海艦・航洋掃海艇
- ベイ型 - 20隻

ガスペ(MCB-143 Gaspe)
シャルール(MCB-144 Chaleur)
ファンディ(MCB-145 Fundy)
コモックス(MCB-146 Comox)
コウィチャン(MCB-147 Cowichan)
ウンガヴァ(MCB-148 Ungava)
クイント(MCB-149 Quinte)
ミラミチ(MCB-150 Miramichi)
フォーチュン(MCB-151 Fortune)
ジェームス・ベイ(MCB-152 James Bay)
サンダー(MCB-153 Thunder)
レゾルト(MCB-154 Resolute)
シネクト(MCB-156 Chignecto)
トリニティ(MCB-157 Trinity)
ファンディ(MCB-159 Fundy)
シネクト(MCB-160 Chignecto)
サンダー(MCB-161 Thunder)
コウィチャン(MCB-162 Cowichan)
ミラミチ(MCB-163 Miramichi)
シャルール(MCB-164 Chaleur)

### 哨戒艦艇

#### 哨戒・警備艦艇
砲艦
- カーリュー級 - 2隻
  - カーリュー（Curlew）、コンスタンス（Constance）
- ミント（Minto） - 1隻
- カナダ（Canada） - 1隻
- ヴィジラント（Vigilant） - 1隻 ※ 湖用砲艦

哨戒艦
- スターリング（Starling） - 1隻
- シーガル（Seagull） - 1隻 ※ 哨戒母艦
- プレミア（Premier） - 1隻
- マーガレット（Margaret） - 1隻
- オシュラガ（Hochelaga） - 1隻
- フローレンス（Florence） - 1隻
- ペトレル（Petrel）[4] - 1隻
- ハリー・デウォルフ級 - 2隻（4隻建造中）[2]

ハリー・デウォルフ（430 Harry DeWolf）
マーガレット・ブルク（431 Margaret Brooke）
マックス・バーネイス（432 Max Bernays）- 建造中
ウイリアム・ホール（433 William Hall） - 建造中
フレデリク・ロレット（434 Frédérick Rolette） - 建造中
ロバート・ハンプトン・グレイ（435 Robert Hampton Gray） - 建造中
哨戒艇
- キングストン級 - 10隻

キングストン(700 Kingston)、
ナナイモ(701 Nanaimo)、
エドモントン(702 Edmonton)、
ホワイトホース(703 White Horse)、
イエローナイフ(704 Yellowknife)、
グース・ベイ(705 Goose Bay)、
サマーサイド(706 Summerside)、
モンクトン(707 Moncton)、
ブランドン(708 Brandon)、
サスカトゥーン(709 Saskatoon)、
グレイス・ベイ(710 Glace Bay)
水雷艇
- ツナ（Tuna） - 1隻
- グリルス（Grilse） - 1隻

トローラー

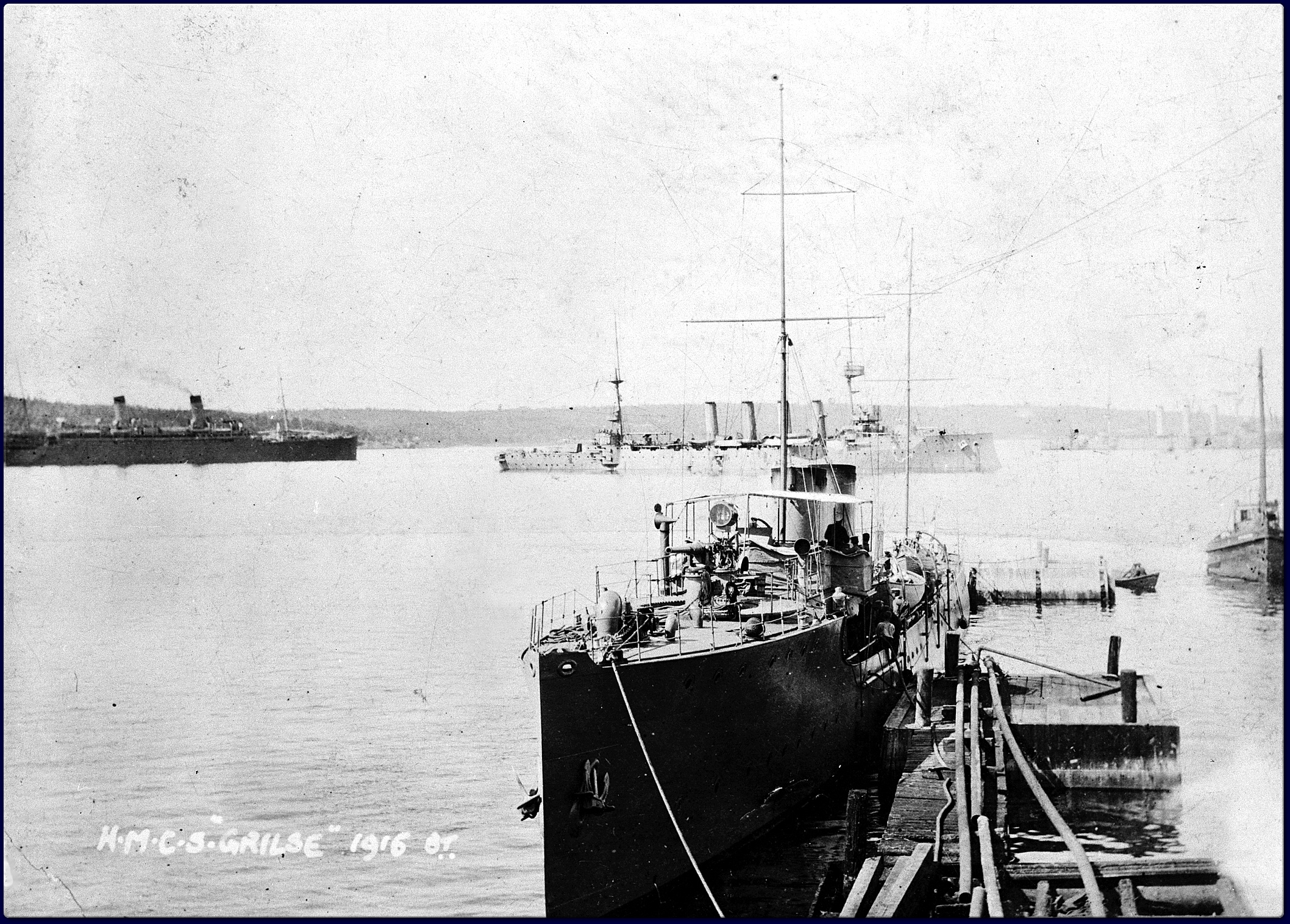
水雷艇「グリルス」。

- アルマンティエール級 - 4隻 ※ 掃海トローラー

アルマンティエール（Armentiers）、フェスチュベール（Festubert）、ティエプヴァル（Thiepval）、イープル（Ypres）、

### 補助艦艇

#### 補給艦艇
補給艦
- プロヴァイダー（Provider） - 1隻
- プロテクチュール級 - 2隻

プロテクチュール（Protecteur）
プリザーヴァー（Preserver）
- プロテクチュール級

プロテクチュール（Protecteur）

#### 支援艦艇
潜水母艦
- シアーウォーター（Shearwater） - 1隻

各種母艦
- ゲルフ（Guelph） - 1隻

#### 練習艦艇
練習艦
- ブリトン（Briton）[4] - 1隻

#### その他
測量艇
- ガウス（Gauss） - 1隻
- カルティエ（Cartier） - 1隻
- ベイフィールド（Bayfield） - 1隻 ※ 湖用

砕氷艦
- アカディア（Acadia） - 1隻
- モンカルム級 - 2隻

モンカルム（Montcalm）、シャンプラン（Champlain）、
- レディ・グレイ（Lady Grey） - 1隻
- アール・グレイ（Earl Grey） - 1隻

未分類
- ウォッチフル（Watchful）[4] - 1隻
- デイジー（Daisy）[4] - 1隻

## 関連組織所属船艇

### 政府所属船艇
- アバディーン（Aberdeen） - 1894年
- アカディア（Acadia） - 1913年
- アルフレッダ（Alfreda） - 1904年
- アランモア（Aranmore） - 1890年
- アーガイル（Argyle）[4] - 1900年
- アルルー（Arleux） - 1918年 ※ 漁業監視船
- アームストロング（Armstrong） - 1903年
- アラス（Arras） - 1918年 ※ 漁業監視船
- ベイフィールド（Bayfield） - 1889年 ※ 海洋観測船
- ベルシャッス（Bellechasse） - 1912年
- ベリル（Beryl） - 1903年
- ブラッドベリー（Bradbury） - 1915年
- カルティエ（Cartier） - 1910年 ※ 漁業監視船
- クライド（Cryde）[4] - 1900年
- デイジー（Daisy）[4] - 1912年
- ドラール（Dollard） - 1913年
- ドルイド（Druid） - 1902年
- エステヴァン（Estevan） - 1912年
- フィスパ（Fispa） - 1913年
- ジヴァンシー（Givenchy） - 1918年 ※ 漁業監視船
- グレンコー（Glencoe）[4] - 1899年
- グレンビル（Grenville） - 1914年
- ガルネア（Gulnare） - 1893年
- ホーム（Home）[4] - 1900年
- カイル（Kyle）[4] - 1913年
- レディー・グレイ（Lady Grey） - 1906年
- レディー・ローリエ（Lady Laurier） - 1902年
- ローレンシャン（Laurentian） - ??年
- リルエット（Lillooet） - 1908年 ※ 海洋観測船
- ルー（Loos） - 1918年 ※ 漁業監視船
- マラフォフ（Malafoff）[4] - 1918年 ※ 漁業監視船
- マラスピーナ（Malaspina） - 1913年 ※ 漁業監視船
- マーフィッシュ（Marfish） - 1912年
- マーガレット（Margaret） - 1913年
- ミーグル（Meigle）[4] - 1913年
- モンカルム（Montcalm） - 1904年
- ニューウィントン（Newington） - 1889年
- ペトレル（Petrel）[4] - 1892年
- ポルシア（Portia）[4] - 1904年
- プリーストマン（Priestman）[4] - 1910年
- プロスペロ（Prospero）[4] - 1904年
- レストレス（Restless） - 1906年 ※ 海洋観測船
- サゴナ（Sagona）[4] - 1912年
- セバストル（Sebastol）[4] - 1918年 ※ 漁業監視船
- セネフ（Seneff）[4] - 1918年 ※ 漁業監視船
- スタダコナ（Stadacona） - 1899年 ※ 漁業監視船
- スタンレー（Stanley） - 1888年
- ウォッチフル（Watchful）[4] - 1911年